# Ospedale Sacro Cuore di Gesù (Gallipoli)
L'ospedale Sacro Cuore di Gesù è un ospedale di primo livello della città di Gallipoli, nella provincia di Lecce, in Puglia.
Terzo della provincia per dimensioni e, dall'anno accademico 2018-19, in convenzione con l'università del Salento e l'università degli studi di Bari Aldo Moro, nosocomio deputato alla formazione di tirocinanti e specializzandi dei corsi di laurea della facoltà di medicina e chirurgia.
È strutturato su tre edifici denominati "torri": A-B-C. Ogni torre ha sette piani con una Unità Operativa per piano. Negli edifici denominati "Scala D" e "Scala E" sono ubicati gli ambulatori, i servizi, gli uffici delle direzioni medica e amministrativa.
Ospita il Museo di storia della medicina del Salento (MuSMeS), uno dei pochi in Italia regolarmente aperto in una struttura operativa. Il museo, inaugurato nel 2017, occupa una sala ampia del padiglione centrale e custodisce più di 150 reperti, tra macchinari e strumenti.